# Lévai Andor
Lévai Andor, született Lőwi (Nagyvárad, 1897. március 10. – Budapest, 1964. november 13.) magyar építészmérnök, műegyetemi tanár. 

## Élete
Lévai Márton (1866–1932) és Mezey Paula fia. Tanulmányait a budapesti Műegyetemen végezte, ahol 1927-ben mérnöki oklevelet szerzett. 1925 és 1944 között több vállalatnál dolgozott mérnökként. A második világháborút követő két évben más építészekkel társas viszonyban helyreállítási és tervezési munkákat végzett. 1948-tól az Építéstudományi Intézetben csoportvezető, majd 1948 végétől 1949 végéig az Ipari Épülettervező Intézetben főosztályvezető, 1951-ig az Építésügyi Minisztériumban főosztályvezető-helyettes, majd főosztályvezető volt. 1952-től a Műegyetem épületszerkezeti tanszékén docens, 1962-től haláláig műegyetemi tanár. Számos ipari épület és bérház tervezése fűződik a nevéhez. A budapesti Fehérvár Úti rendelőintézet épületét Szendrői Jenővel közösen tervezte. Részt vett a tanszék tervezési munkáiban, mint az oroszlányi lakótelep megtervezésében és a budapesti Csaba utcai foghíj beépítésében. Több szakcikke jelent meg az Új Építészet, Magyar Építőipar és a Módszertani Szemle című folyóiratokban.
Házastársa Gross Valéria (1904–1974) volt, Gross Gusztáv és Schäner Berta lánya, akivel 1928-ban Nagyváradon kötött házasságot.
Sírja a budapesti Farkasréti temetőben található.

## Díjai, elismerései
- Magyar Munka Érdemrend bronz fokozata (1950)
- Alpár Ignác-díj (1962)